# James Campbell (1680-1745)
Pour les articles homonymes, voir James Campbell et Campbell.
Le lieutenant-général sir James Campbell KB (vers 1680 - 2 mai 1745) de Lawers, dans le Perthshire, est un officier de l'armée britannique et un homme politique écossais whig qui siège à la Chambre des communes de 1727 à 1741.

## Biographie
Il est le troisième et dernier fils de James Campbell, deuxième comte de Loudoun et de sa femme Margaret Montgomerie, fille de Hugh Montgomerie, septième comte d'Eglinton. Il est le frère cadet de Hugh Campbell (3e comte de Loudoun). Il est nommé capitaine du 21e régiment d'infanterie en 1702, puis lieutenant-colonel dans le 2e Dragoons (devenu Royal Scots Greys) en 1706. Il sert sous Marlborough dans la guerre de Succession d'Espagne et participe à la bataille de Blenheim. Après la guerre, il est colonel du 9e régiment d'infanterie de 1715 à 1717 et du Royal Scots Greys de 1717 jusqu'à sa mort .
Il est marié par contrat en date du 29 mars 1720 à Lady Jean Boyle, fille aînée de David Boyle (1er comte de Glasgow) et de sa seconde épouse Jean, fille et héritière de William Mure de Rowallan .
Il est élu sans opposition comme député d'Ayrshire aux élections générales britanniques de 1727. Il est également valet de la chambre à coucher du roi George II en 1727. Il est réélu lors d'un scrutin aux élections générales britanniques de 1734. En 1735, il est promu brigadier général et, en 1738, nommé gouverneur du château d'Édimbourg. Il est promu major général en 1739. Aux Élections générales britanniques de 1741 il est battu à Ayrshire par une combinaison d'éléments anti-Walpole d'Ayrshire, secondés par le 2e duc d'Argyll. Leur opposition est due à ses liens avec l'administration et non à des raisons personnelles. Il conserve ses deux postes jusqu'à sa mort .
En 1742, il est promu lieutenant-général et, au cours de la Guerre de Succession d'Autriche, il accompagne le roi en Allemagne pour prendre le commandement de la cavalerie britannique et se bat à la Bataille de Dettingen en 1743, où il est investi comme chevalier. Commandeur de l'Ordre du Bain et il se bat à Fontenoy en 1745, où il perd une jambe. Il meurt des suites de ses blessures le 2 mai 1745 .
Campbell a deux enfants: 
- James, né le 11 février 1726,
- Margaret, née le 17 mai 1727.

Son épouse Jean est décédée le 19 décembre 1729. Son fils James, qui prend le nom de Mure, hérite du domaine de Rowallan. Le 27 avril 1782, il succède également à son cousin John Campbell (4e comte de Loudoun) en tant que cinquième comte de Loudoun.